# 达兰扎尔嘎兰苏木
达兰扎尔嘎兰（蒙古語：Даланжаргалан）,是蒙古国东南东戈壁省下辖的一个苏木，人口2581人。乌兰巴托至中国北京的蒙古纵贯铁路在此设有车站。当地有废弃的苏联空军基地和煤矿。